# Galaxius Mons
Il Galaxius Mons è una struttura geologica della superficie di Marte.